# 霍尔茨马登
霍尔茨马登是德国巴登-符腾堡州的一个市镇。总面积3.09平方公里，总人口2131人，其中男性1057人，女性1074人（2011年12月31日），人口密度690人/平方公里。